# Серсе
Серсе (фр. Cersay) је насеље и општина у западној Француској у региону Поату-Шарант, у департману Де Севр која припада префектури Бресир.
По подацима из 2011. године у општини је живело 1036 становника, а густина насељености је износила 28,17 становника/km². Општина се простире на површини од 36,78 km². Налази се на средњој надморској висини од 91 метар (максималној 112 m, а минималној 59 m).

## Демографија
| 1962. | 1968. | 1975. | 1982. | 1990. | 1999. | 2011. |
| ----- | ----- | ----- | ----- | ----- | ----- | ----- |
| 1.213 | 1.295 | 1.174 | 1.148 | 1.038 | 979   | 1.036 |

График промене броја становника у току последњих година